# Dying God
Pour plus de détails, voir Fiche technique et Distribution.
Dying God est un film franco-argentin réalisé par Fabrice Lambot, sorti en 2008.

## Synopsis
Dans une ville d'Amérique du Sud, de nombreuses prostituées sont retrouvées violées et éventrées. Voyant ses « filles » se faire décimer une à une, le parrain local décide de s'associer avec un flic pourri pour retrouver le coupable. Ces derniers découvriront bientôt qu'il s'agit du Kurupi, une créature de la mythologie Guaraní au sexe démesuré,.

## Fiche technique
- Titre : Dying God
- Réalisation : Fabrice Lambot
- Scénario : Jean Depelley, Fabrice Lambot, Nicanor Loreti et Germán Val
- Production : Uriel Barros, Fabrice Lambot et Jean-Pierre Putters
- Budget : 500 000 dollars américains (367 000 euros)
- Musique : Sup
- Photographie : José María 'Pigu' Gómez
- Montage : Guille Gatti
- Direction artistique : Catalina Oliva et Mariela Rípodas
- Pays d'origine :  France,  Argentine
- Format : couleur - 1,78:1 - Stéréo - 35 mm
- Genre : fantastique, horreur
- Durée : 85 minutes
- Date de sortie : 1er juillet 2008 (sortie vidéo France)

## Distribution
- Samuel Arena : Duncan
- Louis Ballester : Nicky
- Agathe de La Boulaye : Angel
- Iván Espeche : Ray
- Hugo Halbrich : Bennell
- Lance Henriksen : Chance
- James Horan : Sean Fallon
- Brad Krupsaw : Gallagher
- Enrique Liporace : Angelo
- Victoria Maurette : Ingrid
- Misty Mundae : Mary
- Pablo Padilla : l'inconnu
- Kevin Schiele : Charlie
- Mariana Seligmann : Camila
- Maxime Seugé : Nano

## Autour du film
- Le tournage s'est déroulé du 2 au 28 avril 2007 à Buenos Aires, en Argentine.